# Sigaloessa obscura
Sigaloessa obscura is een vliegensoort uit de familie van de Asteiidae. De wetenschappelijke naam van de soort is voor het eerst geldig gepubliceerd in 1957 door Sabrosky.